# Ruth Donnelly
Ruth Donnelly (Trenton, Nova Jérseia, 17 de maio de 1896 – Nova Iorque, Nova Iorque, 17 de novembro de 1982) foi uma atriz estadunidense de cinema. 

## Primeiros anos
Donnelly era filha de Harry Augustus Donnelly e Bessie B. Donnelly.
De acordo com um artigo de 1915 do The Day Book, a jovem Donnelly foi forçada a deixar o Convento do Sagrado Coração em Nova Jérsia, porque repetidamente riu em momentos inapropriados.

## Carreira
Donnelly começou sua carreira no teatro aos 17 anos em The Quaker Girl. Depois de obter formação e experiência no coro a atriz Rose Stahl colocou a jovem de 18 anos na peça Maggie Pepper. Sua estreia na Broadway chamou a atenção de George M. Cohan, que começou a escalá-la em vários papéis em musicais como Going Up (1917). 
Embora tenha feito sua primeira aparição em cinema em 1914, sua carreira em Hollywood começou em 1931 e durou até 1957. Em seus filmes, ela costumava interpretar a esposa de Guy Kibbee (Footlight Parade, Wonder Bar, Sr. Smith vai a Washington). Entre seus papéis estava a parte da Irmã Michael em Os sinos de Santa Maria, estrelada por Bing Crosby e Ingrid Bergman. Anos depois de seu último papel no cinema, ela voltou ao palco, estudando Patsy Kelly no renascimento da Broadway No No Nanette com a antiga co-estrela Ruby Keeler e depois aparecendo na produção em turnê estrelada por Don Ameche e Evelyn Keyes. 
Seu tio, Frederick W. Donnelly, foi o prefeito de longo mandato de Trenton, Nova Jersey.

## Vida pessoal
Donnelly foi casada com Winter de Guichard, de 1932 até à sua morte em 1958. Ela era uma democrata que apoiou Adlai Stevenson nas eleições presidenciais de 1952.

## Morte
Donnelly morreu no Hospital Roosevelt em Nova York, aos 86 anos. Ela deixou sua irmã.

## Filmografia
- The Man Who Lost, But Won (1914 short) como Rose Mason, a mulher do ministro
- The Skull (1914)
- The Lady of the Island (1914) como Enfermeira
- When the Heart Calls (1914)
- In All Things Moderation (1914) como Winnie Graham, a filha mais nova
- The Tenth Commandment (1914) como Esposa do Doutor
- Saved by a Song (1916 short) como Elsie
- Rubber Heels (1927) como Fanny Pratt
- Transatlantic (1931) como Burbank (cenas cortadas)
- The Spider (1931) como Sra. Wimbledon
- Wicked (1931) como Fanny
- The Cheat (1931) como Mulher no tribunal atrás de Elsa (não-creditada)
- The Rainbow Trail (1932) como Viúva Abigail
- Make Me a Star (1932) como A Condessa
- Jewel Robbery (1932) como Berta, empregada de Teri (não-creditada)
- Blessed Event (1932) como Srta. Stevens
- Employees' Entrance (1933) como Srta. Hall
- Hard to Handle (1933) como Lil Waters
- Ladies They Talk About (1933) como Noonan
- Lilly Turner (1933) como Edna Yokum
- Private Detective 62 (1933) como Amy
- Sing Sinner Sing (1933) como Margaret "Maggie" Flannigan
- Goodbye Again (1933) como Empregada do Hotel Richview
- Bureau of Missing Persons (1933) como Pete
- Footlight Parade (1933) como Sra. Harriet Gould
- Ever in My Heart (1933) como Lizzie, a governanta
- 'Tis Spring (1933)
- Female (1933) como Srta. Frothingham
- Havana Widows (1933) como Emily Jones
- Convention City (1933) como Sra. Ellerbe
- Just Around the Corner (1933) como Sra. Sears
- Mandalay (1934) como Sra. George Peters
- Wonder Bar (1934) como Sra. Simpson
- Heat Lightning (1934) como Sra. Ashton-Ashley
- Merry Wives of Reno (1934) como Lois
- Housewife (1934) como Dora
- Romance in the Rain (1934) como Srta. Sparks
- Happiness Ahead (1934) como Anna
- The White Cockatoo (1935) como Sra. Byng
- Maybe It's Love (1935) como Florrie Sands
- Traveling Saleslady (1935) como Sra. Twitchell
- Alibi Ike (1935) como Bess
- Red Salute (1935) como Sra. Edith Rooney
- Hands Across the Table (1935) como Laura
- Personal Maid's Secret (1935) como Lizzie
- Song and Dance Man (1936) como Patsy O'Madigan
- Mr. Deeds Goes to Town (1936) como Mabel Dawson
- Thirteen Hours by Air (1936) como Vi Johnson
- Fatal Lady (1936) como Melba York
- Cain and Mabel (1936) como Tia Mimi
- More Than a Secretary (1936) como Helen Davis
- Roaring Timber (1937) como Tia Mary
- Portia on Trial (1937) como Jane Wilkins
- A Slight Case of Murder (1938) como Nora Marco
- Army Girl (1938) como Leila Kennett
- Meet the Girls (1938) como Daisy Watson
- Personal Secretary (1938) como Grumpy
- The Affairs of Annabel (1938) como Josephine (Jo)
- Annabel Takes a Tour (1938) como Josephine (Jo)
- The Family Next Door (1939) como Sra. Pierce
- Mr. Smith Goes to Washington (1939) como Sra. Hopper
- The Amazing Mr. Williams (1939) como Effie Perkins
- My Little Chickadee (1940) como Tia Lou
- Scatterbrain (1940) como Srta. Stevens
- Meet the Missus (1940) como Lil Higgins
- Petticoat Politics (1941) como Lil Higgins
- The Round Up (1941) como Polly Hope
- Model Wife (1941) como Sra. Milo Everett
- The Gay Vagabond (1941) como Kate Dixon
- Sailors on Leave (1941) como Tia Navy
- You Belong to Me (1941) como Emma
- Rise and Shine (1941) como Mame Bacon
- Johnny Doughboy (1942) como Biggy Biggsworth
- This Is the Army (1943) como Sra. O'Brien
- Sleepy Lagoon (1943) como Sarah Rogers
- Thank Your Lucky Stars (1943) como Enfermeira Hamilton
- Pillow to Post (1945) como Sra. Grace Wingate
- The Bells of St. Mary's (1945) como Irmã Michael
- Cinderella Jones (1946) como Cora Elliot
- In Old Sacramento (1946) como Zebby Booker
- Cross My Heart (1946) como Eve Harper
- The Ghost Goes Wild (1947) como Tia Susan Beecher
- Millie's Daughter (1947) como Helen Reilly
- Little Miss Broadway (1947) como Tia Minerva Van Dorn
- The Fabulous Texan (1947) como Utopia Mills
- Fighting Father Dunne (1948) como Kate Mulvey
- The Snake Pit (1948) como Ruth
- Down to the Sea in Ships (1949) como Vizinha de New Bedford (cenas cortadas)
- Where the Sidewalk Ends (1950) como Martha
- I'd Climb the Highest Mountain (1951) como Glory White
- The Secret of Convict Lake (1951) como Mary Fancher
- The Wild Blue Yonder (1951) como Maj. Ida Winton
- The Spoilers (1955) como Duquesa
- A Lawless Street (1955) como Molly Higgins
- Autumn Leaves (1956) como Liz Eckhart
- The Way to the Gold (1957) como Sra. Williams